# Victor-François de Broglie
Victor-François de Broglie, francoski maršal, * 1718, † 1804.